# Cypridina chierchiae
Cypridina chierchiae is een mosselkreeftjessoort. De wetenschappelijke naam van de soort is voor het eerst geldig gepubliceerd in 1890 door Mueller.